# Protelsonia bureschi
Protelsonia bureschi là một loài chân đều trong họ Stenasellidae. Loài này được Racovitza miêu tả khoa học năm 1950.